# Wereldkampioenschappen triatlon 2020
Het ITU wereldkampioenschap triatlon 2020 bestond uit een enkele triatlonwedstrijd  op de sprintafstand (750m, 20km, 5km) op 5 september in Hamburg, Duitsland. Titelverdedigers waren de Fransman Vincent Luis (mannen) en de Amerikaanse Katie Zaferes (vrouwen); Luis wist met succes zijn titel te verdedigen. Georgia Taylor-Brown verbeterde haar podiumplek van vorig jaar en greep voor het eerst de wereldtitel. 

## Uitslagen (top 10)

### Mannen
| #      | Naam              | Zwemtijd | Fietstijd | Looptijd | Eindtijd |
| ------ | ----------------- | -------- | --------- | -------- | -------- |
| Goud   | Vincent Luis      | 0:08:27  | 0:24:36   | 0:14:38  | 0:49:13  |
| Zilver | Vasco Vilaca      | 0:08:31  | 0:24:28   | 0:14:42  | 0:49:15  |
| Brons  | Léo Bergere       | 0:08:30  | 0:24:34   | 0:14:46  | 0:49:18  |
| 4      | Jelle Geens       | 0:08:40  | 0:24:42   | 0:14:29  | 0:49:22  |
| 5      | Alex Yee          | 0:08:39  | 0:24:37   | 0:14:24  | 0:49:24  |
| 6      | Dorian Coninx     | 0:08:29  | 0:24:34   | 0:14:52  | 0:49:27  |
| 7      | Richard Murray    | 0:08:40  | 0:24:47   | 0:14:34  | 0:49:28  |
| 8      | Morgan Pearson    | 0:08:31  | 0:24:56   | 0:14:27  | 0:49:32  |
| 9      | Alistair Brownlee | 0:08:25  | 0:24:41   | 0:14:59  | 0:49:34  |
| 10     | Max Studer        | 0:08:53  | 0:24:32   | 0:14:40  | 0:49:42  |

### Vrouwen
| #      | Naam                 | Zwemtijd | Fietstijd | Looptijd | Eindtijd |
| ------ | -------------------- | -------- | --------- | -------- | -------- |
| Goud   | Georgia Taylor-Brown | 0:09:08  | 0:26:38   | 0:16:43  | 0:54:16  |
| Zilver | Flora Duffy          | 0:09:09  | 0:26:39   | 0:16:54  | 0:54:25  |
| Brons  | Laura Lindemann      | 0:09:15  | 0:26:35   | 0:16:59  | 0:54:39  |
| 4      | Taylor Spivey        | 0:09:04  | 0:26:48   | 0:17:12  | 0:54:47  |
| 5      | Katie Zaferes        | 0:09:08  | 0:26:48   | 0:17:05  | 0:54:50  |
| 6      | Maya Kingma          | 0:09:11  | 0:26:38   | 0:17:16  | 0:54:53  |
| 7      | Jessica Learmonth    | 0:09:01  | 0:26:50   | 0:17:47  | 0:55:18  |
| 8      | Rachel Klamer        | 0:09:15  | 0:26:37   | 0:17:53  | 0:55:26  |
| 9      | Lotte Miller         | 0:09:08  | 0:26:41   | 0:17:52  | 0:55:29  |
| 10     | Therese Feuersinger  | 0:09:03  | 0:26:49   | 0:17:59  | 0:55:32  |